# Herolind Shala
Herolind Shala (født 1. februar 1992 i Porsgrunn, Norge) er en norsk fodboldspiller med rødder fra Kosovo, der spiller i den tyrkiske klub Erzurumspor FK.
Han spillede for Lyngby Boldklub i Danmark. Shala spiller primært på den offensive midtbane, men kan også bruges som på den venstre side af kanten.

## Karriere
Shala blev født i Porsgrunn som ligger i Telemark, Norge. Shala har spillet for Tollnes BK som yngre, og skiftede i 2008 til Notodden FK. Den 1. august 2011 skiftede Shala til Odd.
Han har både repræsenteret Norge på U17 landsholdet samt U21 landsholdet, men da han både blev ringet op af Albaniens & Norges U21 landstræner i maj 2013, ombestemte Shala sig, og valgte at repræsentere Albaniens U21 landshold i stedet, selvom han dog havde spillet en enkel kamp for Norges U21 landshold. Han fik sin debut den 7. juli 2013 for det albanske U21 landshold.
Onsdag den 30. august 2017 blev Shala præsentret som ny spiller for Lyngby Boldklub.
Lørdag den 4. august 2018 flyttede Shala på en transfer til norske IK Start.